# Акациите
Акациите е един от малките квартали на българския черноморски град Бургас.
Акациите се намира на пясъчната коса Кумлука и е заобиколен от индустриалната зона Юг. На изток от квартала е разположен пристанищния комплекс и Черно море. На запад квартала граничи с околовръстния път за Созопол и Истанбул и с Бургаското езеро. На север квартала граничи чрез реката-отток Бургас на Бургаското езеро и жп линията Бургас – София с жилищния комплекс Възраждане. На юг Акациите граничи посредством индустриалната зона Юг с квартал Победа.
Възникването на днешния квартал е тясно свърван с развитието и индустриализацията на Бургас след Освобождението. Първоначално на пясъчната коса се заселват пристанищни работници и носачи на вода, които носят вода от местността „Сладки кладенци“ разположени между кварталите Акациите и Победа. По-късно там са основани няколко фабрики и мелници. По-голямата част от населението му са били бежанци от Беломорска Тракия и Македония. С промените настъпили с приемането на устройствения план на Бургас от 1926 година, селището е включено като квартал в границите на града.
В северната част на квартала е разположен спортния комплекс „Черноморец“, с едноименния стадион, както и Професионалната гимназия по морско корабоплаване и риболов „Св. Никола“. В централната част е разположена Професионалната гимназия по дървообработване и малкия парк „Акациите“. В южния му край се намира Бургаският затвор  на ул. ,,Индустриална’’ 88. 